# Frederik Delaplace
Frederik Delaplace (1970) is een Belgisch journalist, redacteur en bestuurder. Sinds 2020 is hij CEO van de VRT.

## Levensloop
Frederik Delaplace is afkomstig uit Oostrozebeke. Hij studeerde Latijn-wiskunde aan het Sint-Jozefinstituut in Kortrijk. Vervolgens studeerde hij toegepaste economie aan de Katholieke Universiteit Leuven, alwaar hij afstudeerde in 1993. Vervolgens behaalde hij een bachelor na een master in de pers- en communicatiewetenschappen.
In 1994 ging hij aan de slag bij De Financieel-Economische Tijd (vanaf 2003 De Tijd), waar hij van 1999 tot 2003 chef van de cel financiën was, vervolgens werd hij adjunct-hoofdredacteur. In januari 2006 volgde Delaplace Marc Van Cauteren op als hoofdredacteur van deze krant, een functie die hij uitoefende tot april 2007 toen hij werd aangesteld als redactiedirecteur van Mediafin in opvolging van Klaus Van Isacker. In januari 2017 werd hij vervolgens CEO van deze uitgeverij in opvolging van Dirk Velghe.
In 2020 werd Delaplace de nieuwe CEO van de VRT als opvolger van de ad-interim-CEO Leo Hellemans.